# Alexander Hamilton
Alexander Hamilton (11. ledna 1757 Charlestown – 12. července 1804 New York) byl americký voják, právník, ekonom, jeden z Otců zakladatelů a 1. ministr financí Spojených států amerických.

## Ministr financí
Prezident George Washington ustanovil Hamiltona prvním ministrem financí USA 11. září 1789. V úřadu zůstal do konce ledna 1795. Řada vládních struktur USA byla vytvořena během právě těchto pěti let, počínaje skladbou a funkcí samotného kabinetu.
Forrest McDonald Hamiltona kritizoval za to, že si přitom vzal za vzor britského strážce státního pokladu stejně, jako britský úřad premiéra; Hamilton měl po dobu volebního období George Washingtona výsadní postavení a dohlížel na své kolegy ve vládě, protože Washington si cenil Hamiltonových rad a podporoval jeho zasahování i mimo samotný rezort financí.
Hamilton v posledních dvou letech v úřadu podal Kongresu Spojených států pět významných zpráv:
- První zpráva o veřejném úvěru (First Report on the Public Credit) podaná 14. ledna 1790.
- Operace podle zákona o ponechání daní z importu (Operations of the Act Laying Duties on Imports), přednesená v Kongresu 23. dubna 1790.
- Druhá zpráva o veřejném úvěru: Zpráva o Národní bance (Second Report on Public Credit: Report on a National Bank) podaná 14. prosince 1790.
- Zpráva o zřízení ražby mincí (Report on the Establishment of a Mint) z 28. ledna 1791.
- Zpráva o továrnách (Report on Manufactures), podaná 5. prosince 1791.

## Dílo, postoje a politický odkaz
Je spoluautorem Listů federalistů (společně s Jamesem Madisonem a Johnem Jayem) sloužících k volnější interpretaci Ústavy Spojených států pro přijímání budoucích zákonů. Jako ministr financí razil koncepci převzetí státního dluhu jednotlivých států USA federální vládou, vytvoření společného rozpočtu a s podporou George Washingtona také ustavení centrální banky USA (Bank of the United States). Za tyto kroky byl často kritizován řadami formující se opozice v čele s Thomasem Jeffersonem a Jamesem Madisonem, neboť ti si tuto snahu sjednocení a kontroly finanční politiky ztotožňovali s předešlou koloniální britskou nadvládou. Hamilton se znelíbil též politickou odměřeností, jakou choval k událostem Velké francouzské revoluce, s níž v té době většina obyvatel USA sympatizovala.
Roku 1791 založil Federalistickou stranu Spojených států, první politickou stranu ve Spojených státech, předchůdkyni dnešní Republikánské strany Spojených států.
Zemřel roku 1804 ve střeleckém duelu s Aaronem Burrem, svým dlouholetým politickým rivalem, ve Weehawkenu ve státě New Jersey.

## V umění
V roce 2015 měl na Broadwayi premiéru muzikál Hamilton, který pojednává o jeho životě.